# 吉田庫三
吉田 庫三（よしだ くらぞう、1867年9月28日（慶応3年9月1日） - 1922年（大正11年）6月2日）は、日本の教育者。長州藩（現山口県）出身。吉田松陰の甥に当たる。号は「梅城」。

## 概要

### 幼少期から学生時代
1867年（慶応3年）、吉田松陰の妹・千代（芳子）と児玉祐之の息子として長門国阿武郡椿郷東分村（現・山口県萩市）に生まれた。吉田松陰が刑死後、安政の大獄大赦によって再興された吉田家を11歳の時に第11代として相続。萩の松陰神社において毎年行われる例祭では祭主を務めた。
吉田松陰が創立した松下村塾に7歳の時に入り、大叔父（吉田松陰の叔父）の玉木文之進の教えを受ける。12歳でその課程を終えた後は、私塾西鄙黌で学び、1882年、15歳の時に上京して二松学舎に入学し、2年間漢学を学んだ。学舎では、福永淑人から国史・国文、末岡精一から法制、高嶺秀夫から心理・教育についてを学び、三島中洲の下で文章、森槐南について漢詩を修めた。

### 二松学舎卒業後
1890年、22歳の時に学習院で初めて教鞭をとった。同年から1893年まで、海軍編修書記を兼任。以後、高等師範学校中学科、陸軍幼年学校、商船学校（現：東京海洋大学）で教えた(1897年から)。

### 校長時代
1899年(明治32年)、鳥取県第一中学校(現：鳥取県立鳥取西高等学校)第14代校長に就任。在任中には、校友会（生徒会）の活性化、原因不明の出火により焼失した校舎の復旧対策と新校舎建築に取り組んだ。一方で、同1899年には、文官普通試験委員を命ぜられた。1901年（明治34年）、神奈川県第二中学校（現：神奈川県立小田原高等学校）初代校長に就任。在任中には修身の講義を行っていたが、自身の家や吉田松陰のことについては一言も触れることなく、郷土の偉人として二宮尊徳を推称し、その言行を教訓とすべきことを力説したという。「至誠無息・堅忍不抜」を校訓に、質実剛健の校風をつくることに努めた。
1904年(明治37年)、和歌山県視学官に転じた。その後、奈良県でも勤務。しかし1908年（明治41年）、神奈川県立第四中学校(現：神奈川県立横須賀高等学校)が設立されるのに伴い、初代校長に就任した。
1922年（大正11年）に死去した。

## 業績
- 教育方針は質実剛健、厳しい修養を通して人格を淘汰するというものであったという[6]。

## 受賞・栄典
- 1895年（明治28年）3月11日 - 従七位[7]
- 1905年（明治38年）1月31日 - 正七位[8]
- 1907年（明治40年）8月22日 - 勲六等瑞宝章[9]
- 1913年（大正2年）7月21日 - 従六位[10]
- 1918年（大正7年）11月29日 - 勲五等瑞宝章[11]
- 1919年（大正8年）10月10日 - 正六位[12]

## 家族・親族
- 父：児玉祐之は長州藩士。
- 母：児玉千代（芳子） - 吉田松陰の妹。
- 妻：茂子。吉田松陰の遺品の所有者として『吉田松陰全集』などに名前が見える。

### 交遊
- 乃木希典は吉田家と親戚関係にあり、生涯にわたって吉田庫三と親交があった。乃木が日露戦争旅順攻撃の際に得た漢詩『金州城外の作』は、第二中学校長吉田庫三宛に送った1枚の葉書に記されたのが世に出た初めてのものである。
- 徳富蘇峰宛の文書が徳富蘇峰記念館に遺っている[13]。